# Chalair Aviation
Chalair Aviation — французька регіональна авіакомпанія з головним офісом та базою на території аеропорту Кан-Карпіке у Карпіке.. Здійснює регулярні регіональні та чартерні рейси.

## Опис
Авіакомпанія була заснована в 1986 році. Починаючи з 1997 року, окрім ділових та вантажних рейсів, Chalair Aviation розпочала експлуатацію Fairchild Swearingen Metroliner для регулярних рейсів між Ле-Маном та Ейндговеном та ATR 42 між Шербуром та Париж-Орлі. У період з 1997 по 2004 роки авіація Chalair експлуатувала 1 Fairchild Swearingen Metroliner, 1 ATR 42-300 та 3 Cessna Citation II та CJ2.
Авіакомпанія надає регулярні послуги, а також корпоративні трансфери, фрахт (включаючи токсичні та корозійні матеріали), ділові та санітарні польоти, сертифікацію та навчання пілотів, управління повітряними суднами та інженерні роботи на сусідніх островах та технічне обслуговування JAR Part 145].. На 2020 рік в авіакомпанії працюють 42 осіб, серед них 27 — пілоти.
У липні 2016 року компанія Chalair Aviation перебрала маршрут Антверпен — Гамбург від банкрутської авіакомпанії VLM Airlines, відкривши свою першу лінію до Німеччини після зупинки рейсів між Ліоном та Кельном.

## Напрямки

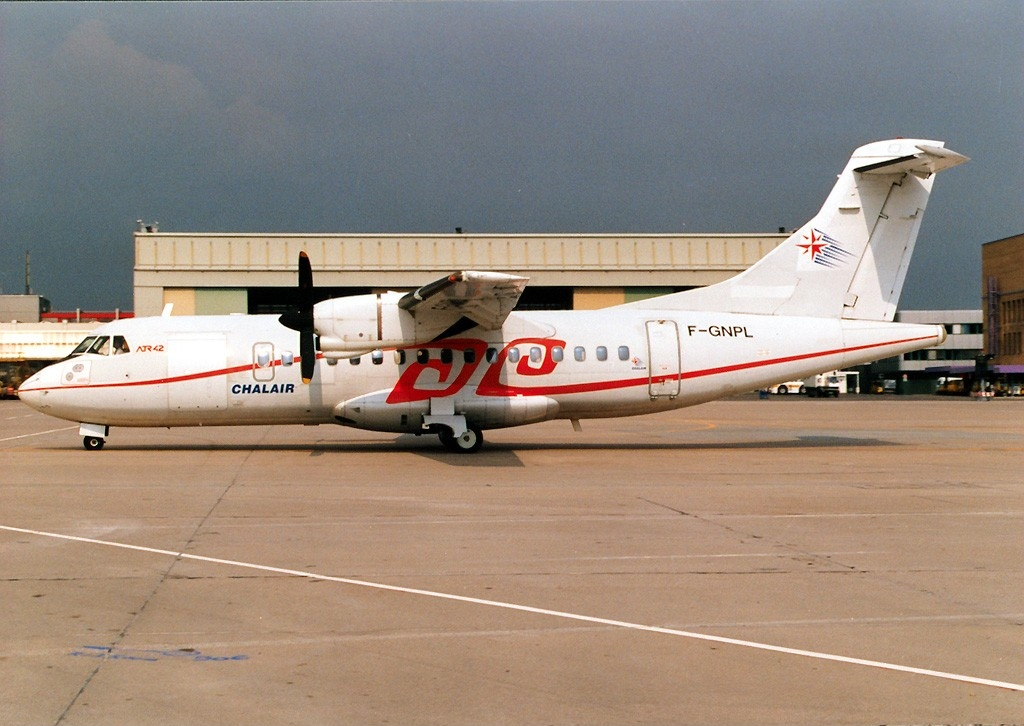
Former Chalair Aviation ATR 42-300

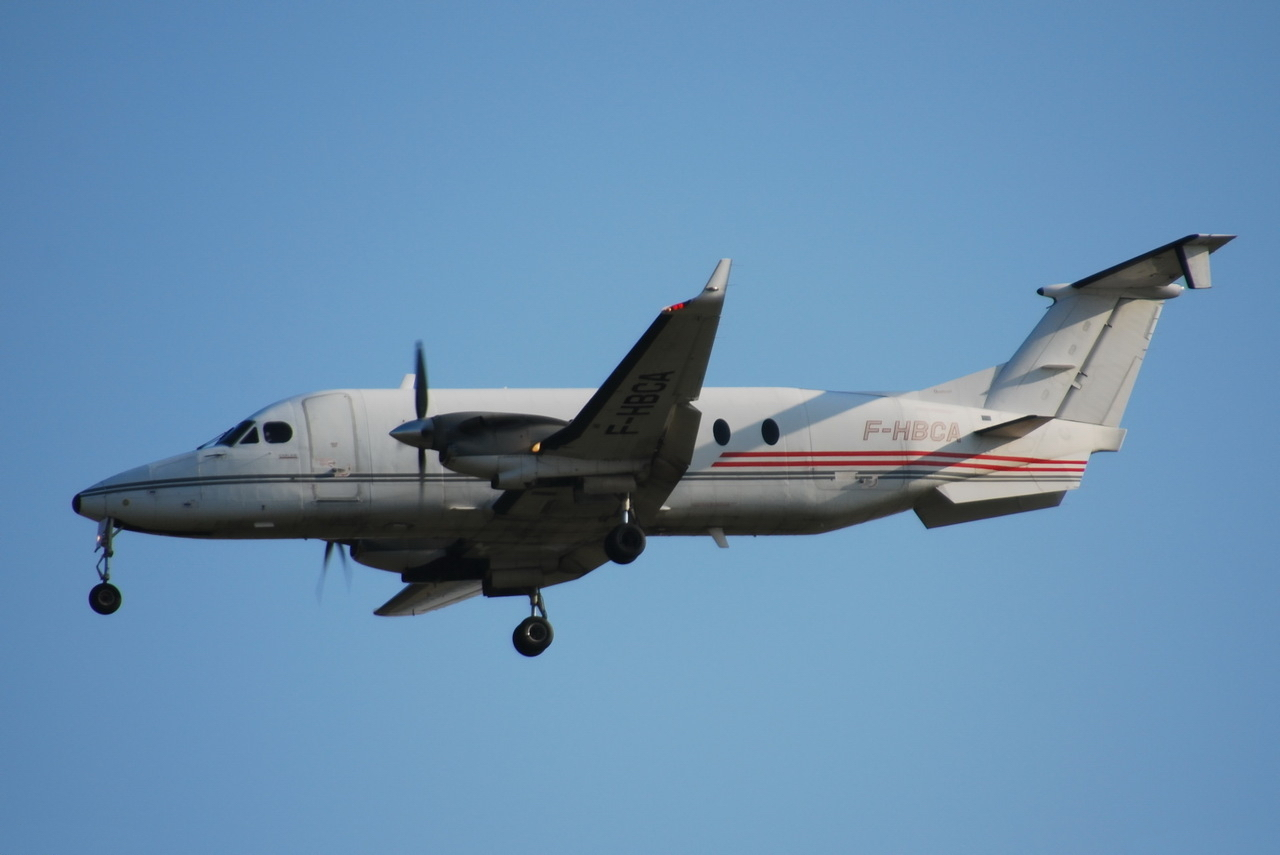
Chalair Aviation Beechcraft 1900D

Напрямки польотів літаків Chalair Aviation на липень 2019:
Франція
- Ажен (аеропорт)
- Аяччо (аеропорт) (влітку)
- Бастія (аеропорт) (влітку)
- Бержерак (аеропорт) (влітку)
- Бордо (аеропорт) базовий
- Брест-Бретань (аеропорт)
- Лімож (аеропорт)
- Ліон (аеропорт)
- Монпельє (аеропорт)
- Нант (аеропорт)
- Ніцца (аеропорт) (влітку)
- Париж-Орлі
- По (аеропорт)
- Ренн (аеропорт)

## Флот
Флот Chalair Aviation на серпень 2019: